# Йошіда Котаро
Йошіда Котаро (яп. 吉田 幸太郎, 1883 — 1966) — японський майстер бойових мистецтв, відомий своєю майстерністю в Дайто-рю Айкідзюдзюцу та значним впливом на розвиток сучасних бойових мистецтв, зокрема айкідо та кіокушин карате.

## Біографія
Йошіда Котаро народився в жовтні 1883 року в селі Міяма, префектура Фукусіма, Японія. У 1915 році він розпочав навчання у майстра Такеда Сокаку, засновника школи Дайто-рю Айкідзюдзюцу, і згодом отримав від нього сертифікат «Кьодзю Дайрі» (інструкторська ліцензія). Йошіда часто супроводжував свого вчителя як асистент-інструктор.
Після Другої світової війни Йошіда викладав Дайто-рю в районі Тошіма, Токіо, і залишався активним викладачем до своєї смерті в 1966 році в місті Хітачі, префектура Ібаракі.

## Вплив на бойові мистецтва
Йошіда Котаро відіграв ключову роль у розвитку кількох відомих майстрів бойових мистецтв:
- Моріґей Уесіба: Йошіда познайомив його з Такеда Сокаку, що стало вирішальним кроком у формуванні айкідо.[3]

- Масутацу Ояма: Засновник кіокушин карате, який, за деякими джерелами, навчався у Йошіди та отримав від нього сувій з техніками Дайто-рю. Хоча існують сумніви щодо автентичності цього сувою, вплив Дайто-рю на техніку кіокушин карате визнається.[4]

- Річард Кім: Американський майстер, який вважав Йошіду своїм головним наставником і отримав від нього сертифікат «Менкьо Кайден» (повна передача знань).[5]

## Ідеологічні погляди
Йошіда Котаро був пов'язаний з націоналістичними організаціями, такими як Генйоша та Кокурюкай (Товариство Чорного Дракона), які пропагували ідеї японського імперіалізму. Однак його ім'я не фігурує в офіційних реєстрах цих організацій, що ставить під сумнів глибину його участі в них.

## Спадщина
Йошіда Котаро залишив значний слід у світі бойових мистецтв, передавши свої знання наступним поколінням майстрів. Його внесок у розвиток Дайто-рю Айкідзюдзюцу та вплив на формування айкідо та кіокушин карате визнається фахівцями та істориками бойових мистецтв.